# Jorge Rojas Silveyra
Jorge Rojas Silveyra (25 de noviembre de 1915-7 de mayo de 2007) fue un aviador argentino que llegó a brigadier, hijo de Jorge Eduardo Rojas Silveyra y Lucrecia Paula Bussetti. Fue el embajador en España desde 1971 hasta 1973. También fue el secretario de Aeronáutica desde el 16 de agosto de 1961 hasta el 25 de septiembre de 1962.

## Golpes de Estado de 1951 y 1955
En septiembre de 1951 realizó su primer movimiento político. Como vice comodoro, se plegó al intento de golpe de Estado del 28 de septiembre de 1951 encabezado por el general antiperonista Benjamín Menéndez, para derrocar al Gobierno del presidente Juan Domingo Perón. A raíz de ello, sublevó contra el gobierno constitucional la guarnición mendocina de El Plumerillo, que estaba a su cargo. Tras el fracaso de la intentona, Rojas Silveyra fue aprisionado en la isla Martín García hasta octubre de 1952. Su participación en el golpe de Estado fallido le valió detenciones en las cárceles de Devoto y de Las Heras, además de obligados confinamientos en comisarías porteñas, de San Isidro y Tigre. 
La dictadura autodenominada Revolución Libertadora le dio a Rojas Silveyra nuevamente un lugar en la Fuerza Aérea en 1955. Se retiró en 1958 con el grado de brigadier. Su actividad político-militar no sólo continuó, sino que se profundizó por las nuevas tareas asumidas.

## Secretario de Aeronáutica
El presidente Arturo Frondizi lo designó secretario de estado de Aeronáutica, puesto en el que fue luego confirmado por José María Guido.
El 14 de marzo de 1960 —un día después del lanzamiento del Plan CONINTES—, Rojas Silveyra participó en una importante reunión con el presidente Arturo Frondizi, junto al ministro de Defensa Nacional Justo Policarpo Villar, el secretario de Guerra Rodolfo Larcher y el secretario de Marina Gastón Clement.
En marzo de 1962, Rojas fue parte de la cúpula militar que exigió al ministro del Interior Alfredo Vítolo la intervención de las provincias donde habían triunfando los partidos vinculados al peronismo en las elecciones del 18 de marzo. En los preliminares del golpe de Estado del 29 de marzo de ese año que derrocaría al presidente Frondizi, Rojas fue uno de los firmantes de un documento expedido por las Fuerzas Armadas argentinas el 20 de marzo. Dicho documento aclaraba las respectivas posturas de cada fuerza respecto a la permanencia del presidente en su cargo.

## Entrega del cuerpo de Eva Perón y designación como embajador
En 1971, el Teniente General Alejandro Agustín Lanusse, presidente de facto lo eligió para una misión especial: tomar contacto directo con Perón debido a su postura antiperonista. Para aceptar el puesto, el brigadier puso como condición que pudiera tener herramientas para negociar con Perón, y eso significaba devolver el cadáver de Eva Duarte, secuestrado el 22 de noviembre de 1955 por la noche por órdenes directas del dictador Pedro Eugenio Aramburu y cuyo destino era por entonces desconocido.
Fue designado así embajador en España. Apenas llegó, fue a ver a Perón, su enemigo político. Fue una conversación breve de presentación; la seguirían largas charlas en la cual Rojas Silveyra y Perón aceptaron pasar de enemigos a adversarios, categoría que para ellos ya representaba todo un acercamiento. De todas maneras, hasta el final reafirmó su condición antiperonista. 
El 3 de septiembre de 1971 llegó a la residencia de Puerta de Hierro (Madrid) a las 20:30 h. Acompañó el féretro con el cuerpo de Eva Duarte y estuvo presente cuando Perón y José López Rega reconocieron el cadáver embalsamado. 
Se mantuvo informado de lo que pasaba puertas adentro de esa residencia de Madrid a través de los contactos de su amigo el coronel Blanco, jefe de inteligencia del general Franco. Con los datos obtenidos en uno y otro lado, Rojas Silveyra aconsejó a Lanusse convocar a las elecciones después de 1974, ya que sus informes de inteligencia española le señalaban una enfermedad terminal en Perón. Lanusse desestimó ese dato. 
Con la llegada de la democracia, al ser electo presidente Héctor Cámpora, en 1973, el brigadier Rojas Silveyra dejó la embajada en Madrid.